# Phlebopenes longifica
Phlebopenes longifica är en stekelart som först beskrevs av Walker 1872.  Phlebopenes longifica ingår i släktet Phlebopenes och familjen hoppglanssteklar. Inga underarter finns listade i Catalogue of Life.